# 民航营业大厦
39°54′28″N 116°22′43″E / 39.9078147°N 116.3785811°E

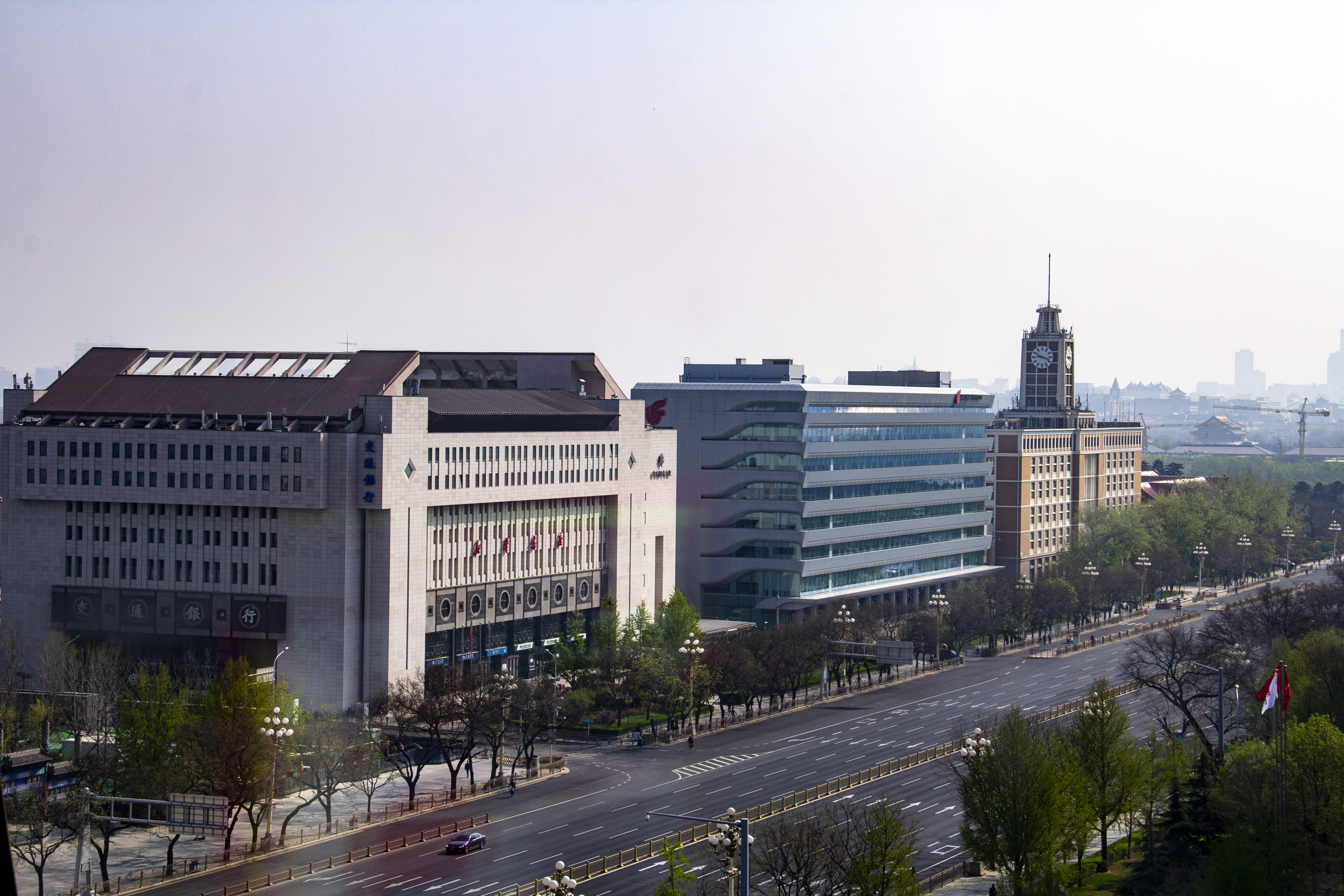
外立面改造后的民航营业大厦（中）

民航营业大厦，位于北京市西城区西长安街15号，隶属中国航空集团公司旗下的中国航空集团旅业有限公司。

## 简介
民航营业大厦地处西单附近，北京图书大厦及钟声胡同东侧，电报大楼西侧，北京地铁1号线西单站以东。建成于1980年代末，建筑高度40.9米，共7层。建成时的建筑立面以横向线条为主，屋顶东西各有一坡顶小亭，是长安街上带有中国传统建筑风貌的“中而新”建筑。1993年进行了民航营业大厦续建工程。
民航营业大厦内设有民航营业大厅，有多家航空公司办理国内、国际航线的客运售票业务及相关手续。2005年，民航营业大厦以“中国航空集团旅业有限公司北京民航营业大厦”的名义进行工商登记成立公司，类型是“有限责任公司分公司（法人独资）”，经营范围是“出租写字间；航空、铁路客运代理；机动车公共停车场服务；接受委托代办公用电话业务；复印；保险兼业代理”。
2016年3月，北京市市政市容委发布消息称，计划2017年前全面完成长安街及其延长线的市容环境景观提升工程，其中2016年的工作目标包括完成民航营业大厦等10栋建筑物外立面改造设计方案并启动实施。2017年1月，北京市规划和国土资源管理委员会根据报北京市人民政府同意的方案，向建设单位核发了同意其装修民航营业大厦外立面的函。 民航大厦外立面改造工程拆除工作已于2016年12月进场实施。2017年9月，据北京市城市管理委员会介绍，建国门至复兴门段共13栋建筑物外立面改造提升中，长安俱乐部、联通长话大楼、电报大楼、东单营业厅、百盛大厦、中化大厦已经完工，民航营业大厦和中国教育电视台正在施工，秀水街大厦正办理施工手续，北京图书大厦和北京市邮政公司正进行深化设计。
民航营业大厦原先是从西单到首都国际机场的机场巴士的上下车站。2005年10月20日，又开通了从民航营业大厦至北京南苑机场的机场巴士。自2016年8月16日起，机场巴士西单站从民航营业大厦迁至西单路口南侧路西，光大银行南侧公交车站。